# أنجيلا ميدر
أنجيلا ميدر (من مواليد 1956) هي عالمة حيوانات أولية ألمانية وناشطة في مجال الحفاظ على البيئة ومتخصصة في دراسة الغوريلا. كان الدكتور ميدير من أوائل الذين أجروا بحثًا متعمقًا عن الغوريلا الأسيرة (في أوائل الثمانينيات). ركزت على تأثير بيئة الأسر على سلوك الغوريلا وتكاثرها، وعلى الآثار السلوكية للتربية اليدوية، بما في ذلك المشكلة الصعبة المتمثلة في دمج صغار الغوريلا الذين تربوا يدويًا في مجموعات قائمة.
انضمت ميدر إلى مجموعة الحفاظ على الغوريلا الجبلية التي تأسست في 1992، باسم مشاريع «المساعدة المباشرة للغوريلا الجبلية والغابات المطيرة» (B&RD). وتجادل بأن منظمات الحماية في العالم المتقدم لديها التزام خاص بمساعدة المجتمعات المحلية على تنظيم مبادرات الحماية الخاصة بها وإدارتها وجعلها تحت إشرافها، ساعدت مشاريع «المساعدة المباشرة للغوريلا الجبلية والغابات المطيرة» المؤسسات المنظمة محليًا في جمهورية الكونغو الديمقراطية وأماكن أخرى، ويقوم مجلس إدارتها بزيارات دورية إلى هذه المشاريع المجتمعية للمساعدة وتقديم المساعدة المادية.
تحرر ميدر مجلة غوريلا، وهي منفذ لمشاريع «المساعدة المباشرة للغوريلا الجبلية والغابات المطيرة» بالإضافة إلى كونها دورية علمية يساهم فيها المتخصصون.

## وصلات خارجية
- BergGorilla.org
- Wisc.edu
- http://www.angela-meder.de/werbin/leben.htm - الموقع الرسمي